# Världens minsta politiska test
Världens minsta politiska test är ett försök att ersätta höger-vänster-skalan. Testet är tvådimensionellt och delar in personer i nyliberala, socialliberala, konservativa, auktoritära och centrister. Testet utvecklades i USA av Advocates for Self-Government, en partipolitiskt obunden libertariansk utbildningsorganisation.